# Žalský hřbet
Žalský hřbet - grzbiet w południowych Karkonoszach, w Sudetach Zachodnich, w północnych Czechach.

## Położenie
Žalský hřbet leży w południowej części Karkonoszy, stanowi fragment jednostki zwanej Krkonošské rozsochy (Grzbiety Południowe). Od zachodu dolina Jizerki oddziela go od Vlčí hřbetu. Od wschodu dolina Łaby od Černohorske hornatiny. Na północy przełęćz pomiędzy Mechovincem a Medvědínem, w rejonie miejscowości Horní Mísečky, łączy się z Czeskim Grzbietem. Na południu, pomiędzy Vrchlabí a osadą Hrabačov, stanowiącą część miasta Jilemnice, kończy się na przełęczy Krížovky, która oddziela go od Vrchlabske vrchoviny.

## Opis
Jest to długi, wąski i wysoki, wyraźnie wydzielony grzbiet górski o przebiegu południkowym. Wyróżniają się w nim następujące szczyty: Mechovinec, Černá skála, Šeřín, Jánský vrch, Zadní Žalý i Přední Žalý. Od niektórych z nich odchodzą krótkie boczne ramiona.

## Budowa geologiczna
Grzbiet zbudowany jest ze skał metamorficznych metamorfiku południowych Karkonoszy. Wiek tych skał określa się jako neoproterozoik oraz starszy paleozoik.

## Wody
Należy on do zlewiska Morza Północnego. Zachodnia część leży w dorzeczu Izery, poprzez jej dopływ Jizerkę, a wschodnia Łaby.

## Ochrona przyrody
Cały grzbiet położony jest na obszarze czeskiego Karkonoskiego Parku Narodowego (czes. Krkonošský národní park, KRNAP).